# Am Chonthicha
Am Chonthicha (em tailandês:  แอ้ม ชลธิชา) (Nascida em Amnat Charoen, Tailândia, 28 de março de 2005)  é uma cantora e atriz tailandesa. Seu single de estreia Kham Sanya Thee Chanuman (คำสัญญาที่ชานุมาน) de 2022 se tornou o single mais longo dos sucesso anos 2020s.

## Início de vida e carreira
Chonthicha nasceu em 28 de março de 2005, em Amnat Charoen, Tailândia. Chonthicha estuda na Escola Chanumanwitthayakhom.
Chonthicha se tornou conhecido em 2022 por participar e vencer a 21 vezes do talent show Dual Phleng Ching Thun. Ela entrou na GMM Grammy em 2023. Ela também apareceu no single "Kham Sanya Thee Chanuman", com o videoclipe alcançando 17.105.950 visualizações no YouTube em maio de 2023.

## Discografia

### Single
| Ano  | Título                     | Referências |
| ---- | -------------------------- | ----------- |
| 2022 | "Nong Ma Lar"              |             |
| 2022 | "Kham Sanya Thee Chanuman" |             |
| 2022 | "Khor Phorn Thao Wessuwan" |             |
| 2023 | "Pha Daeng Khong Nong"     |             |
| 2023 | "Tang Wai Ai Phoo Bao"     |             |
| 2023 | "Hor Khao Sao Barn Nok"    | [ 5 ]       |